# اندیس آنومالی شاخ شاخ
آنومالی شاخ شاخ یک اندیس فلزی است که در حوالی شهر صائین قلعه استان آذربایجان غربی قرار دارد و مادهٔ معدنی موجود در آن، طلا است.سنگ میزبان این اندیس آهک، کنگلومرا است و دیرینگی آن به دوران کواترنر می‌رسد. در این اندیس، پاراژنز‌های سینابر، ارپیمان، کالکوپیریت، باریت، سروزیت، پیرومورفیت یافت می‌شوند.